# Yunus Akgün
Yunus Akgün, né le 7 juillet 2000 à Küçükçekmece en Turquie, est un footballeur international turc qui évolue au poste d'ailier droit au Galatasaray SK.

## Biographie

### Galatasaray
Né à Küçükçekmece en Turquie, Yunus Akgün est un pur produit du centre de formation de Galatasaray SK, l'un des plus grands clubs de Turquie. Il joue son premier match de Süper Lig le 27 août 2018, lors de la large victoire par six à zéro de son équipe face à Alanyaspor. Il entre en jeu à la place de Henry Onyekuru ce jour-là et se distingue en délivrant une passe décisive pour Emre Akbaba sur le dernier but de son équipe.
Le 29 janvier 2019 Yunus Akgün se fait remarquer en réalisant un triplé lors de la victoire de Galatasaray face à Boluspor, en coupe de Turquie. Il contribue ainsi grandement au succès de son équipe qui remporte la partie sur le score de quatre buts à un ce jour-là.  
En novembre 2019 Yunus Akgün prolonge son contrat avec son club formateur jusqu'en 2024.

### Adana Demirspor
Le 25 septembre 2020, Yunus Akgün est prêté pour une saison à l'Adana Demirspor. Il joue son premier match pour ce club le 17 octobre 2020, lors d'une rencontre de championnat face à l'Altay SK. Il entre en jeu et son équipe s'incline par un but à zéro.
Le 9 mai 2021, il remporte le championnat de deuxième division, après la victoire de sa formation 4-1 face à Menemenspor (en) .
Le 6 septembre 2021, Yunus Akgün est une nouvelle fois prêté au Adana Demirspor pour la saison 2021-2022 Il marqué un doublé magnifique contre Galatasaray Sk.

### Retour à Galatasaray
Yunus Akgün fait ensuite son retour à Galatasaray et il est sacré champion de Turquie une deuxième fois, le club s'assurant un nouveau titre de champion contre Ankaragücü lors de la 36ème journée de championnat, le club remportant le 23e titre de son histoire,.

### Prêt à Leicester City
Le 26 août 2023, le club de Leicester City officialise le prêt avec option d'achat de Yunus Akgün pour une saison.
Akgün inscrit son premier but pour Leicester le 27 janvier 2024, lors d'une rencontre de coupe d'Angleterre face à Birmingham City. Titulaire, il participe à la victoire de son équipe par trois buts à zéro.

### En équipe nationale
Avec l'équipe de Turquie des moins de 17 ans il participe au Championnat d'Europe des moins de 17 ans 2017 qui a lieu en Croatie.
Yunus Akgün fête sa première cape avec l'équipe de Turquie espoirs le 7 juin 2019 contre l'Albanie espoirs (2-2).
Le 4 juin 2022, Yunus Akgün honore sa première sélection avec l'équipe nationale de Turquie, contre les îles Féroé. Il entre en jeu à la place de Cengiz Ünder et son équipe s'impose par quatre buts à zéro. Il inscrit son premier but en équipe nationale trois jours plus tard, le 7 juin 2022, lors de la victoire des turcs 6-0 face à la Lituanie.
Akgün marque son deuxième but pour la Turquie le 15 octobre 2023 contre la Lettonie. Titulaire, il ouvre le score et participe à la victoire de son équipe par quatre buts à zéro.
Le 7 juin 2024, il figure dans la liste définitive des 26 joueurs sélectionnés par Vincenzo Montella pour disputer  l'Euro 2024.

## Palmarès
Galatasaray SK
- Championnat de Turquie
  - Vainqueur : 2019 et 2023
- Coupe de Turquie
  - Vainqueur : 2019 et 2025[17]
- Supercoupe de Turquie
  - Finaliste : 2018

 Adana Demirspor
- Championnat de Turquie de deuxième division
  - Vainqueur : 2021

 Leicester City
- EFL Championship
  - Vainqueur : 2024

## Statistiques
| Saison                | Club                   | Championnat           | Championnat | Championnat | Championnat | Coupe nationale | Coupe nationale | Coupe nationale | Coupe de la Ligue | Coupe de la Ligue | Coupe de la Ligue | Supercoupe | Supercoupe | Supercoupe | Compétition(s) continentale(s) | Compétition(s) continentale(s) | Compétition(s) continentale(s) | Compétition(s) continentale(s) | Turquie | Turquie | Turquie | Total | Total | Total |
| Saison                | Club                   | Division              | M.          | B.          | P.d.        | M.              | B.              | P.d.            | M.                | B.                | P.d.              | M.         | B.         | P.d.       | Comp.                          | M.                             | B.                             | P.d.                           | M.      | B.      | P.d.    | M.    | B.    | P.d.  |
| 2018-2019             | Galatasaray SK         | 1                     | 11          | 0           | 1           | 6               | 4               | 0               | -                 | -                 | -                 | 1          | 0          | 0          | C1                             | 2                              | 0                              | 0                              | -       | -       | -       | 20    | 4     | 1     |
| 2019-2020             | Galatasaray SK         | 1                     | 5           | 1           | 0           | 2               | 0               | 0               | -                 | -                 | -                 | -          | -          | -          | C1                             | 0                              | 0                              | 0                              | -       | -       | -       | 7     | 1     | 0     |
| 2021-2022             | Galatasaray SK         | 1                     | 0           | 0           | 0           | 0               | 0               | 0               | -                 | -                 | -                 | -          | -          | -          | C1                             | 1                              | 0                              | 0                              | -       | -       | -       | 1     | 0     | 0     |
| 2022-2023             | Galatasaray SK         | 1                     | 25          | 1           | 2           | 3               | 0               | 0               | -                 | -                 | -                 | -          | -          | -          | -                              | -                              | -                              | -                              | 2       | 0       | 0       | 30    | 1     | 2     |
| 2023-2024             | Galatasaray SK         | 1                     | 1           | 0           | 0           | -               | -               | -               | -                 | -                 | -                 | -          | -          | -          | C1                             | 4                              | 0                              | 0                              | -       | -       | -       | 5     | 0     | 0     |
| Sous-total            | Sous-total             | Sous-total            | 42          | 2           | 3           | 11              | 4               | 0               | 0                 | 0                 | 0                 | 1          | 0          | 0          | -                              | 7                              | 0                              | 0                              | 2       | 0       | 0       | 63    | 6     | 3     |
| 2020-2021             | Adana Demirspor (prêt) | 2                     | 28          | 5           | 1           | 4               | 2               | 0               | -                 | -                 | -                 | -          | -          | -          | -                              | -                              | -                              | -                              | -       | -       | -       | 32    | 7     | 1     |
| 2021-2022             | Adana Demirspor (prêt) | 1                     | 34          | 8           | 9           | 4               | 1               | 1               | -                 | -                 | -                 | -          | -          | -          | -                              | -                              | -                              | -                              | 3       | 1       | 1       | 41    | 10    | 11    |
| Sous-total            | Sous-total             | Sous-total            | 62          | 13          | 10          | 8               | 3               | 1               | 0                 | 0                 | 0                 | -          | -          | -          | -                              | -                              | -                              | -                              | -       | -       | -       | 70    | 16    | 11    |
| 2023-2024             | Leicester City (prêt)  | Championship          | 13          | 0           | 0           | 1               | 0               | 0               | 2                 | 0                 | 0                 | -          | -          | -          | -                              | -                              | -                              | -                              | -       | -       | -       | 16    | 0     | 0     |
| Total sur la carrière | Total sur la carrière  | Total sur la carrière | 117         | 15          | 13          | 20              | 7               | 1               | 2                 | 0                 | 0                 | 1          | 0          | 0          | -                              | 7                              | 0                              | 0                              | 5       | 1       | 1       | 152   | 23    | 15    |